# Arvier

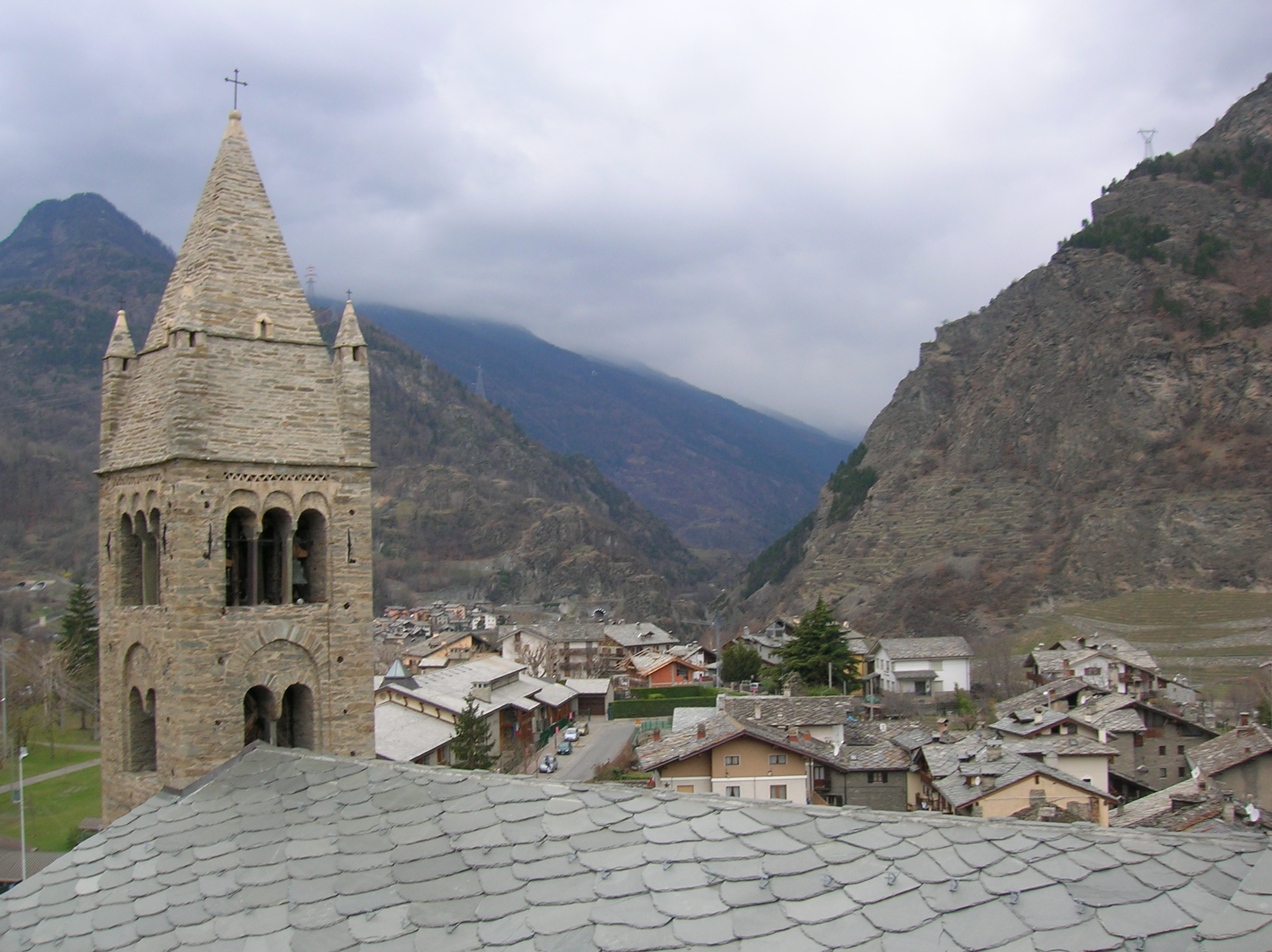

Arvier – miejscowość i gmina we Włoszech, w regionie Dolina Aosty.
Według danych na styczeń 2009 gminę zamieszkiwały 884 osoby przy gęstości zaludnienia 26,5 os./1 km².